# Brookside (Alabama)
Brookside is een plaats (town) in de Amerikaanse staat Alabama, en valt bestuurlijk gezien onder Jefferson County.

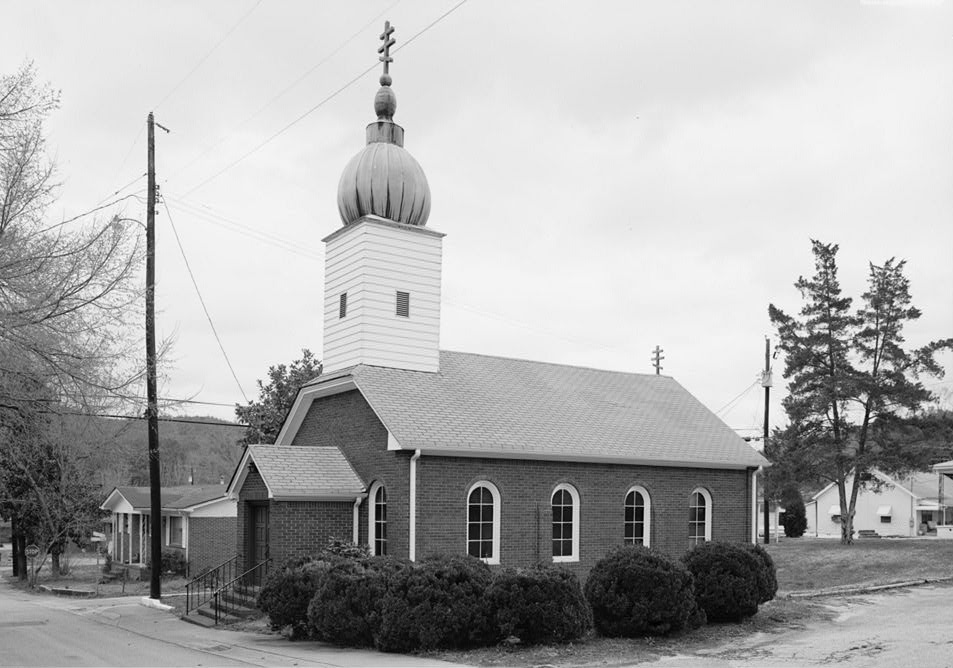
Russisch-orthodoxe kerk

## Demografie
Bij de volkstelling in 2000 werd het aantal inwoners vastgesteld op 1393.
In 2006 is het aantal inwoners door het United States Census Bureau geschat op 1338, een daling van 55 (-3,9%).

## Geografie
Volgens het United States Census Bureau beslaat de plaats een oppervlakte van
15,5 km², geheel bestaande uit land. Brookside ligt op ongeveer 109 meter boven zeeniveau.

## Plaatsen in de nabije omgeving
De onderstaande figuur toont de plaatsen in een straal van 16 km rond Brookside.